# Contea di Dulan
La contea di Dulan (都兰县S, Dūlán XiànP) è una contea della Cina, situata nella provincia di Qinghai e amministrata dalla prefettura autonoma mongola e tibetana di Haixi.